# Bressoncourt
Bressoncourt est une ancienne commune française du département de la Haute-Marne en région Grand Est. Elle est associée à la commune de Thonnance-les-Moulins depuis 1973.

## Toponymie
Anciennement mentionné Bresencurtis en 1264, Breconcourt en 1401 et Bressoncourt en 1448.

## Histoire
En 1789, ce hameau fait partie de la province de Champagne dans le bailliage de Chaumont, la prévôté d'Andelot et la châtellenie de Joinville.
Le 1er août 1973, la commune de Bressoncourt est rattachée à celle de Thonnance-les-Moulins sous le régime de la fusion-association.

## Politique et administration
| Période                                  | Période   | Identité                    | Étiquette | Qualité     |
| ---------------------------------------- | --------- | --------------------------- | --------- | ----------- |
| avant 1836                               | vers 1848 | Barthelemy Fontaine         |           | Cultivateur |
| vers 1848                                | 1854      | Blaise Oudot                |           | Cultivateur |
| 1854                                     | vers 1861 | Barthelemy Fontaine         |           | Cultivateur |
| vers 1861                                | 1887      | Barthlemy Constant Fontaine |           | Cultivateur |
| 1888                                     | 1895      | Jules Robert                |           | Cultivateur |
| 1896                                     | vers 1911 | Émile Blondel               |           |             |
|                                          |           | Michel Fontaine             |           |             |
| Les données manquantes sont à compléter. |           |                             |           |             |

## Démographie
| 1793 | 1800 | 1806 | 1821 | 1831 | 1836 | 1841 | 1846 | 1851 |
| ---- | ---- | ---- | ---- | ---- | ---- | ---- | ---- | ---- |
| 41   | 30   | 43   | 32   | 39   | 44   | 55   | 33   | 37   |

| 1856 | 1861 | 1866 | 1872 | 1876 | 1881 | 1886 | 1891 | 1896 |
| ---- | ---- | ---- | ---- | ---- | ---- | ---- | ---- | ---- |
| 29   | 38   | 39   | 42   | 27   | 27   | 30   | 33   | 28   |

| 1901 | 1906 | 1911 | 1921 | 1926 | 1931 | 1936 | 1946 | 1954 |
| ---- | ---- | ---- | ---- | ---- | ---- | ---- | ---- | ---- |
| 27   | 25   | 24   | 21   | 25   | 22   | 22   | 13   | 19   |

| 1962 | 1968 | - | - | - | - | - | - | - |
| ---- | ---- | - | - | - | - | - | - | - |
| 19   | 20   | - | - | - | - | - | - | - |

## Lieux et monuments
- Église Saint-Colombe ; le chœur date du début du XIIIe siècle et la nef du XIXe siècle